# 人群事故
人群事故或群眾事故，可細分為人群推擠事故（英語：crowd crush）、人群疊壓事故、人群踩踏事故（媒體習慣以踩踏事故代指此類事件）。是指人群因為擁擠壓迫，或者在移动時因跌倒而互相疊壓、踩踏的事故。在进行抢购和朝圣等行为时，時常会造成类似的事故。在人群达到一定密度时，即使不移动也可造成事故。当人群密度大于每平方公尺4－5人时，人群之间的压力可以导致多米诺骨牌式的摔倒。当密度接近每平米9人时，压力本身就可造成壓迫性窒息。

## 成因
一般成人占用一块 30 cm × 60 cm 的空间。当人群密度小于2人/m2时，人们可自由活动：即使是快速行动，人类也可以避开障碍、防止摔倒。在密度达到3—4人/m2 时，人们运动稍有阻碍，但仍然不易摔倒。:6在密度达到5人/m2 时，活动开始受阻。达到6—7人/m2时，人群的性质趋近于一个流体：个人受压力掌控，不能自由移动；对人群的施加的压力也会如疏密波在介质中传播一样运动。人类有些会享受这种受人群支配运动的感觉，会在摇滚乐（冲撞）、运动会现场故意进行这类活动。这种状态也极其危险：若有人摔倒，形成的空腔会导致其他人失去支撑，从而导致连锁反应。此类事故的代表是2015年麥加朝覲踩踏事故。
高达9人/m2的密度一般是和人群运动有关。当人群向某方向移动但被阻拦时，背后的人不一定知道情况，会继续尝试向前挤。此类事故的代表是希爾斯堡足球場慘劇。
无论是何种“群集事故”，死伤的原理都是对人造成压力。大部分死者都是死于窒息，有的是受到人群摔倒堆积产生的压力而死，也有是因为人群运动受阻的横向压力导致无法呼吸。伤者有的是受压导致骨折，还有的在摔倒后被脚踩受伤。

## 預防
提前查看場地，了解它的位置，空間大小和佈局方式，以及它是室外還是室內空間。一定要做好關於活動類型的功課，例如大部分的人是坐著或站著的？會有多少人出現？什麼時候結束？
成群結隊地穿上與眾不同的衣服，讓每個人都脫穎而出。
當您到達活動地點時，將車停在靠近出口的位置，即使您需要步行更長的時間才能到達活動舉辦地點。
建議穿著舒適的服裝及舒適的鞋子，以輕鬆地四處走動。
隨身攜帶大量的水，如果您打算在活動期間飲酒，請注意控制攝入量，因為了解酒精如何影響您和您周圍的人至關重要。

## 事故列表

### 中國大陸

火災逃生時，踩死和燒死同樣致命。圖為1994年新疆克拉瑪依市學生表演大火的死者分布（以「X」標記），325死者裡有100+人是被踩死而非燒死。

- 1941年：重慶防空洞踩踏——992+死，[9]時值中華民國抗日戰爭。
- 1957年：廣州俄國十月革命紀念煙花踩踏——33死、16重傷、41輕傷 [10]
- 1967年：武汉八一渡江惨案——约300死，文化大革命期间武汉“造反派”聚集渡江，在中华路码头发生踩踏。[11]
- 1977年農曆正月初一：新疆伊犁61團電影放映火災——694死、161傷，主要為學生。火災逃生時踩踏。[12]
- 1987年：上海陆家嘴轮渡站踩踏——66死、2重傷、20輕傷 [13]
- 1991年：太原“煤海之光”燈展踩踏——105死、108伤 [14]
- 1994年：新疆克拉瑪依市學生表演舞台大火——325死、130傷[15][註 1][16]
- 2004年：北京密云縣元宵灯会踩踏——37死、15傷 [17]
- 2009年：湘鄉育才中學踩踏——8+死、28傷，晚上自習課下課 [18]
- 2014年：寧夏清真寺踩踏——14死10傷，當地某伊斯蘭教領袖忌辰紀念 [19]
- 2014年：昆明市明通小學踩踏——6死、26伤，宿舍往教室通道 [20]
- 2014年12月31日：上海外滩跨年夜踩踏——36死、49傷（13重傷） [21][22]
- 2017年：濮阳小學廁所踩踏——1死、22傷（5重傷），考試前集體趕上廁所 [23]

### 香港
- 1993年1月1日：蘭桂坊慘劇——21死63傷
- 2019年：油麻地地鐵站踩踏——0死、66傷[24]

### 台灣
- 1963年桃園縣：中壢中山堂踩踏事故——14死、21傷
- 1966年基隆市：大世界戲院踩踏事故——7死、9傷 [25]
- 1995年台中市：衛爾康餐廳大火——64死14傷，火災逃生時踩踏 [26]

### 日本
- 1956年1月1日弥彦神社踩踏——124死94傷[27]
- 2001年：明石市花火大會天橋踩踏事故——11死、183傷[28]

### 韓國
- 2005年：尚州音樂會踩踏事故——11死、70傷 [29]
- 2022年：梨泰院踩踏事故——158死、196傷[30]

### 柬埔寨
- 2010年：金边送水节踩踏——347死、395傷，[31]時值送水節

### 印度
- 2011年：薩巴里馬拉神廟踏踩——106死[32]

### 印度尼西亞
- 2022年：2022年坎朱魯漢踩踏事件——135死、583傷[33][34]

### 葉門
- 2023年：2023年也门萨那踩踏事件——85人死亡、322人受伤

### 伊拉克
- 2019年：卡爾巴拉踩踏事件——31死、102伤，時值阿舒拉节 [35]

### 沙特阿拉伯

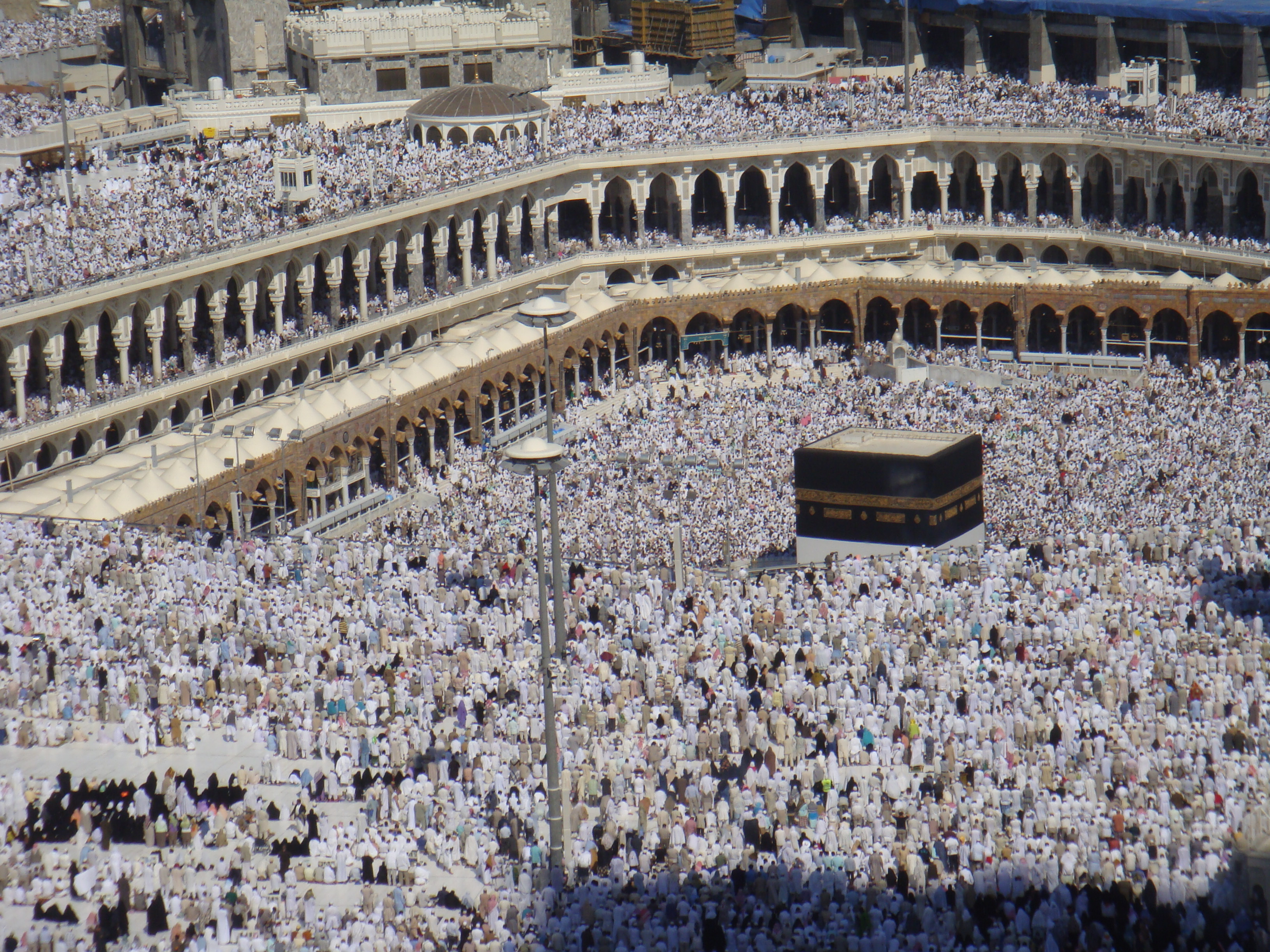
麦加朝觐發生過多次踩踏

- 1990年麦加朝觐踩踏事故——1,426死 [37]
- 2004年麥加踩踏事故——244+死[36]
- 2015年麥加朝覲踩踏事故——2,411死 [38][39]

### 以色列
- 2021年：莫蘭山篝火節踩踏事故——44死、103傷 [40]。

### 俄羅斯
- 1896年：沙皇尼古拉二世加冕仪式踩踏事故——1,282死、1,200+傷 [41][42]
- 1953年：史達林葬礼踩踏事故——109死
- 1982年：卢日尼基足球场踩踏——66死（官方），300+死（報章）。

### 英國
- 1989年：希爾斯堡足球場慘劇——96死、766傷，主要為利物浦球迷 [43][44]

### 德國
- 2010年：杜伊斯堡電子音樂節踩踏事故|
——21死、500+傷 [45][46]

### 意大利
- 2017年：都靈踩踏事故（英语：stampede）——2死、1,672傷，[47]2017年歐洲冠軍聯賽決賽在戶外放映時扒手逃竄時引起踩踏

### 科特迪瓦
- 2013年1月1日：科特迪瓦人踩人慘劇——61死、200+傷 [48]

### 美國
- 2021年11月5日：天文音樂節踩踏事故（英语：Astroworld Festival crowd crush）——8死、100+傷，德州休士頓天文音樂祭（Astroworld Festival）饒舌歌手崔維斯·史考特（Travis Scott）登場時，現場約5萬名群眾開始向舞台方向推擠，釀成踩踏事故[49][50][51]。

### 遇難人數超過100人的踩踏事件
| 日期           | 事件                             | 死亡      | 受傷      | 備註                         |
| -------------- | -------------------------------- | --------- | --------- | ---------------------------- |
| 1823年2月11日  | 1823年馬爾他踩踏事件             | 110       | ?         | 馬爾他狂歡節                 |
| 1883年6月16日  | 維多利亞音樂廳慘案               | 183       | ?         |                              |
| 1896年5月30日  | 霍登卡練兵場慘案                 | 1282~1389 | 1200~1300 | 尼古拉二世加冕儀式           |
| 1902年9月19日  | 希洛浸信會教堂踩踏事件           | 115       | ?         |                              |
| 1903年12月30日 | 易洛魁劇院大火                   | 602       | 250       | 火災+踩踏                    |
| 1941年6月5日   | 重慶隧道慘案                     | 992~2000  | 151+重傷  | 中華民國抗日戰爭             |
| 1943年3月3日   | 英國貝斯納爾格林地鐵站踩踏事件   | 173       | 60        | 第二次世界大戰               |
| 1944年7月6日   | 哈特福德馬戲團火災               | 168       | 700       | 火災+踩踏                    |
| 1953年3月5日   | 史達林葬禮踩踏事故               | 109       | ?         | 史達林的死亡和葬禮           |
| 1954年2月3日   | 1954年印度北方邦踩踏事件         | 500~800   | 2000      | 大壺節                       |
| 1956年1月1日   | 彌彥神社事件                     | 124       | 94        | 新年                         |
| 1964年5月24日  | 利馬足球慘案                     | 328       | 500       | 警方管制足球觀眾不當         |
| 1967年8月1日   | 1967年武汉“八·一”渡江惨案        | 200~300   | ?         | 文化大革命                   |
| 1977年2月18日  | 伊犁農墾局六十一團場禮堂火災     | 694       | 161       | 火災+踩踏                    |
| 1990年7月2日   | 1990年麥加朝覲踩踏事故           | 1426      | ?         | 朝覲 (伊斯蘭教)              |
| 1991年9月24日  | 1991年太原踩踏事件               | 105       | 108       | 煤海之光燈展                 |
| 1994年11月23日 | 1994年戈瓦里踩踏事件             | 114       | 500       |                              |
| 1994年12月8日  | 克拉瑪依大火                     | 325       | 130       | 火災+踩踏                    |
| 1998年4月9日   | 1998年麥加朝覲踩踏事故           | 118       | ?         | 朝覲 (伊斯蘭教)              |
| 2001年5月9日   | 阿克拉體育場慘案                 | 126       | ?         | 警方管制足球觀眾不當         |
| 2004年2月1日   | 2004年麥加朝覲踩踏事故           | 251       | 244       | 朝覲 (伊斯蘭教)              |
| 2005年1月25日  | 2005年印度馬哈拉施特拉邦踩踏事件 | 291       | ?         | 滿月日                       |
| 2005年8月31日  | 巴格達大橋踩踏事件               | 953       | ?         |                              |
| 2006年1月12日  | 2006年麥加朝覲踩踏事故           | 363       | 1000      | 朝覲 (伊斯蘭教)              |
| 2008年8月3日   | 2008年印度喜馬偕爾邦踩踏事件     | 146       | 150       | 奈納德維女神殿庆典（印度教） |
| 2008年9月30日  | 2008年印度拉賈斯坦邦踩踏事件     | 224       | 425       | 九夜節                       |
| 2010年11月22日 | 金邊踩踏事故                     | 347       | 395       | 柬埔寨送水節                 |
| 2011年1月14日  | 2011年印度喀拉拉邦踩踏事件       | 106       | 456       | 萨巴里马拉神庙庆典（印度教） |
| 2013年10月13日 | 2013年印度中央邦踩踏事件         | 115       | 110       | 杜尔加女神节(印度教)         |
| 2015年9月24日  | 2015年麥加朝覲踩踏事故           | 2070~2431 | 934~2000  | 朝覲 (伊斯蘭教)              |
| 2022年10月1日  | 2022年坎朱魯漢體育場踩踏事件     | 135       | 583       | 警方管制足球觀眾不當         |
| 2022年10月29日 | 梨泰院踩踏事故                   | 159       | 196       | 萬聖節                       |
| 2024年7月4日   | 2024年印度北方邦踩踏事件         | 123       | 150+      |                              |